# 阿尔莫拉
阿尔莫拉（Almora），是印度北阿坎德邦阿尔莫拉县的首府。总人口62,192，男女性别比为1000:1142（2011年）。

## 人口
该地2001年总人口30,613人，其中男性16,443 人，女性 14,170人；0—6岁人口约占10%；识字率 84.09%，其中男性为86.39% ，女性为81.43%。